# Ixodes hearlei
Ixodes hearlei är en fästingart som beskrevs av Charles Stuart Gregson 1941. Ixodes hearlei ingår i släktet Ixodes och familjen hårda fästingar. Inga underarter finns listade i Catalogue of Life.